# شیبا یوشیکانه
شیبا یوشی‌کانه ((به ژاپنی: 斯波義銀)، تسوگاوا یوشی‌چیکا; تولد ۱۵۴۰ – ۲۳ سپتامبر ۱۶۰۰) سامورایی اهل ژاپن، پسر شوگو (فرماندار) ولایت اُواری، شیبا یوشی‌مونه در دوره سنگوکو و دوره آزوچی-مومویاما بود. وی بعد از پدر پانزدهمین و آخرین رهبر خاندان شیبا شد.